# 日英 (中山門流)
日英（にちえい、貞和2年/正平元年（1346年）- 応永30年8月10日（1423年9月14日））は、南北朝時代から室町時代初期にかけての法華宗中山門流の僧侶。上総国埴谷城（現在の千葉県山武市）城主埴谷重義の子。不受不施義を唱えた日親は甥にあたる。号は妙親院。
上総国の有力国人で後に犬懸上杉家の守護代を輩出した埴谷氏の出身。4歳で法華経寺法宣院の日貞に入門し、15歳の時に日貞が死去すると、法華経寺4世日尊が代わって師となった。その後、日貞の法宣院を継承して法華経寺侍従律師を兼務した。
元中7年/明徳元年（1390年）、実兄の埴谷重継（日親の父）が妙宣寺を建立した際に弟の日英を開山、師の日尊を導師として落成供養を行った。この際日尊が七条法服を着用したことが問題となった。法華経寺ではこれを公式の際の正装と考えていた（なお、不受不施義を唱えた日親もこの説を支持している）。ところが、これに身延山久遠寺が異議を挟み、七条法服は天台宗の正装で「謗法衣」にあたり、日蓮の教えに反すると主張して関東管領上杉憲方に提訴したのである。鎌倉における法論に日尊の代理として出席した日英は七条法服を日蓮が禁じた証拠がないとして久遠寺側の訴えを論破した。これによって中山門流の勢威が大いに上がった。
以後、日英は中山門流の支援者であった千葉氏の保護を受けて房総半島を中心に関東各地に多くの寺を建立した。伝説によれば76ヶ所と伝えられているが、日英本人の譲状によれば30ヶ所とされている。日英はこれを妙宣院末寺として中山門流と一体の存在と位置づけることによって同門流の勢力を大いに広めたのである。応永27年7月16日、弟子の日國と同じく弟子としていた甥の寅菊丸（日親）に対して置文と譲状を作成して後事を託し、3年後に77歳で没した。だが、日英の死後には彼が生前に期待をかけた日親は、不受不施義を唱えて日國及び中山門流と訣別する事になる。